# Nowy Cmentarz w Bączalu Dolnym

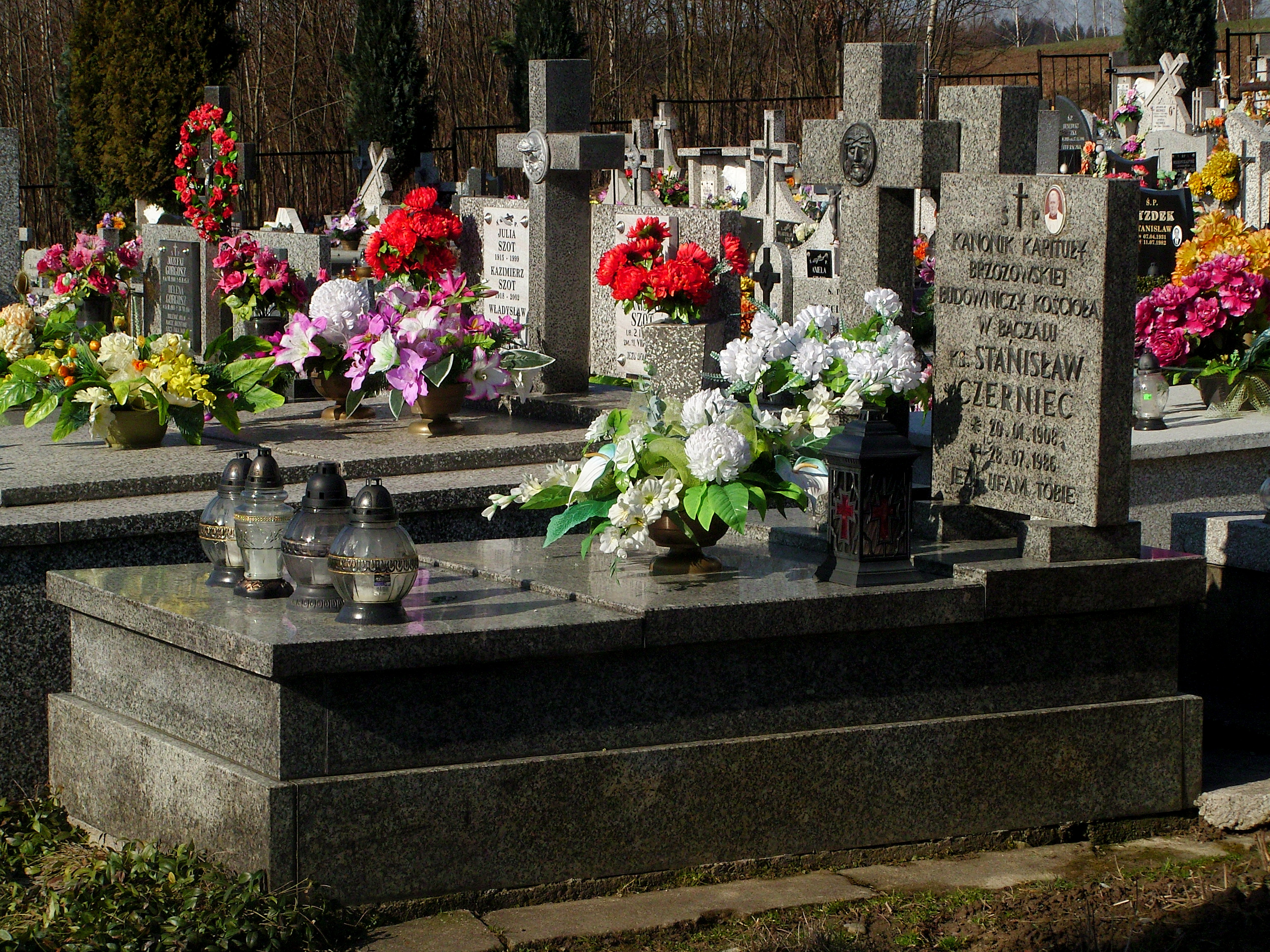
Grób ks. prałata Stanisława Czernieca

Nowy Cmentarz w Bączalu Dolnym – rzymskokatolicki cmentarz parafialny będący własnością parafii św. Mikołaja i Imienia Maryi w Bączalu Dolnym koło Jasła, założony w 1952 roku.

## Opis
Cmentarz oficjalnie funkcjonuje od 1952 roku i został założony z inicjatywy ówczesnego proboszcza ks. prałata Stanisława Czernieca (choć na cmentarzu znajdują się także mogiły osób zmarłych po 1948, a przed rokiem 1952). Zlokalizowany jest 300 metrów na południe od kościoła parafialnego, bezpośrednio przy granicy obrębu z sołectwem Bączal Górny (przysiółek Dudkowice). Został erygowany po zapełnieniu miejsc przeznaczonych do pochówków na wcześniejszym Starym Cmentarzu, który powstał pod koniec XVIII wieku. Ma kształt prostokąta, o powierzchni 2 ha. Do cmentarza prowadzi droga, zwana cmentarną, mająca swój początek w okolicy zabudowań plebańskich i łącząca się na 1,7 km z drogą powiatową nr 1832R relacji Bączal–Skołyszyn.
W zabudowie nekropolii przeważają nagrobki wykonane z lastriko oraz pomniki granitowe. W znacznie mniejszym stopniu mogiły ziemne z żeliwnymi i kamiennymi krzyżami.
Zieleń cmentarza stanowią drzewa iglaste i krzewy zimozielone, głównie: jodła pospolita, świerk pospolity, modrzew, żywotnik olbrzymi, irga pospolita i tuja – odmiana szmaragd, płożąca. Teren jest siedliskiem sów z gatunku puszczykowatych.

## Pochowani
Szacuje się, że na cmentarzu spoczywa około 1700 osób, w tym:
- Władysław Bienias - uczestnik kampanii wrześniowej, obrońca Lwowa 1939, zm. 2000,
- Bronisława Bylinowska – zasłużona dla Gminy i Miasta Nisko[6], nauczycielka i działaczka kulturalna, zm. 2016,
- Albin Filus - żołnierz podziemia antykomunistycznego z NOW-AK, zm. 2008,
- ks. Stanisław Czerniec – prałat, kanonik kapituły brzozowskiej, zm. 1986,
- Józef Dybka - lekarz weterynarii, zm. 1997,
- Kazimierz Dybka - strażak ochotnik, przeżył 101 lat, zm. 2012,
- Franciszek Filar - zginął w KL Auschwitz w lutym 1943[7], (grób symboliczny).
  - ponadto w KL Auschwitz zginęli urodzeni w Bączalu Dolnym i Bączalu Górnym: 
    - Franciszek Cichoń (ur. 1908),
    - Franciszek Cholewiak (działacz chłopski, ur. 1898, w 1942 przeniesiony do KL Mauthausen, zm. 1943),
    - Aniela Szymańska (zm. 1943),
    - Julia Wnęk (zm. 1943),
    - ks. Stanisław Kołodziej (zm. 1942, w 1941 przeniesiony do KL Dachau)
    - Jan Idzik (ur. 1906, w 1944 przeniesiony do KL Buchenwald – przeżył)
- Zbigniew Filar - nauczyciel muzyki, organista, zm. 2011,
- Jan Grzywacz - wójt gminy Skołyszyn w latach 1936–1944, zamordowany w trakcie pełnienia urzędu w 1944,
- Lesław Grzywacz - wieloletni naczelnik OSP, sołtys i radny Bączala Dolnego, zm. 2019,
- Stanisław Hudy - walczył pod Monte Cassino, odznaczony krzyżem Virtuti Militari, zm. 1979,
- Bolesław Kmiecik - organista w latach 1959-2002, zm. 2021,
- Apolonia Kołodziej - matka Sługi Bożego ks. Stanisława Kołodzieja,
- Józef Kołodziej - weteran walk I wojny światowej, ojciec Sługi Bożego ks. Stanisława Kołodzieja, zm. 1921,
- rodzeństwo i krewni Sługi Bożego ks. Stanisława Kołodzieja,
- Karolina Machowicz - żona ostatniego właściciela majątku ziemskiego w Bączalu Górnym, zm. 1980,
- Leszek Placek - społecznik, długoletni Radny Rady Gminy Skołyszyn i kierownik Posterunku Policji w Skołyszynie, zm. 2021,
- Anna Pyrek - długoletnia nauczycielka, zm. 2008,
- Czesław Rachowicz - pilot, major rezerwy Wojska Polskiego, zm. 2022,
- Bogusław Sarnecki - sołtys i prezes Ochotniczej Straży Pożarnej w Bączalu Dolnym, zm. 2013,
- Bronisław Smaś - żołnierz podziemia antykomunistycznego z NOW-AK, zm. 2016,
- Czesław Smaś - żołnierz podziemia antykomunistycznego z NOW-AK, działacz ZMW „Wici”, zm. 1993,
- Feliks Smaś - więzień oświęcimski, zginął za pomoc niesioną Żydom (grób symboliczny),
- Maria Stygar – pedagog, nauczycielka, zm. 1969,
- Klara Szarek - znana z długowieczności, przeżyła 101 lat, zm. 2021,
- Helena Wnęk - długoletnia nauczycielka, odznaczona Złotym Krzyżem Zasługi (1975), zm. 2015,
- Ferdynand Wadas - weteran II wojny światowej,uczestnik m.in. akcji "Gamrat" z 4 na 5 grudnia 1943, zm. 2019,
- Władysław Wypasek - walczył w obronie ojczyzny w roku 1920, zm. 1973,
- Jakub Zabawa - zginął w bitwie z okresu I wojny światowej,
- Mikołaj Żabiński - żołnierz gen. Hallera, walczył w bitwie o Obuchowo w 1920, zm. 1979,
- Władysław Zięba - przewodniczący Komitetu Budowy Kościoła, zm. 1964,